# Les Avalats
Les Avalats  est une ancienne commune française située dans le département du Tarn. Supprimée en 1832, son territoire est partagé entre les communes de Saint-Grégoire et de Saint-Juéry.

## Histoire
C'est en 972, dans le codicille de Garsinde, épouse de Raymond Pons de Toulouse, qu'apparaît pour la première fois le nom des Avalats,.
Fief dépendant de l'abbaye de Castres puis cédé à Guilhem Peyre, évêque d'Albi au profil de Sainte-Cécile d'Albi,,, les Avalats ont pour seigneur les de Vassal aux XIIe et XIIIe siècles,, puis au XVIe siècle les de Martin, devenus Martin de Viviés,. Plusieurs autres seigneurs se succèdent ensuite notamment les de Metge,.
En 1790, les Avalats deviennent une commune qui s'étend alors sur les deux rives du Tarn. En 1832, par ordonnance royale, la commune est supprimée et son territoire partagé entre Saint-Grégoire pour sa rive droite et Saint-Juéry pour sa rive gauche.
Les habitants des Avalats ont tenté à plusieurs reprises de retrouver leur autonomie, une première demande est faite à la préfecture en 1848, une autre en 1894, tentatives rejetées par le Conseil d’État par une décision du 30 avril 1896.

## Patrimoine
La tour des Avalats, construite au début du XVIe siècle, est inscrite aux Monuments historiques depuis 1954.